# Missionsakademie an der Universität Hamburg

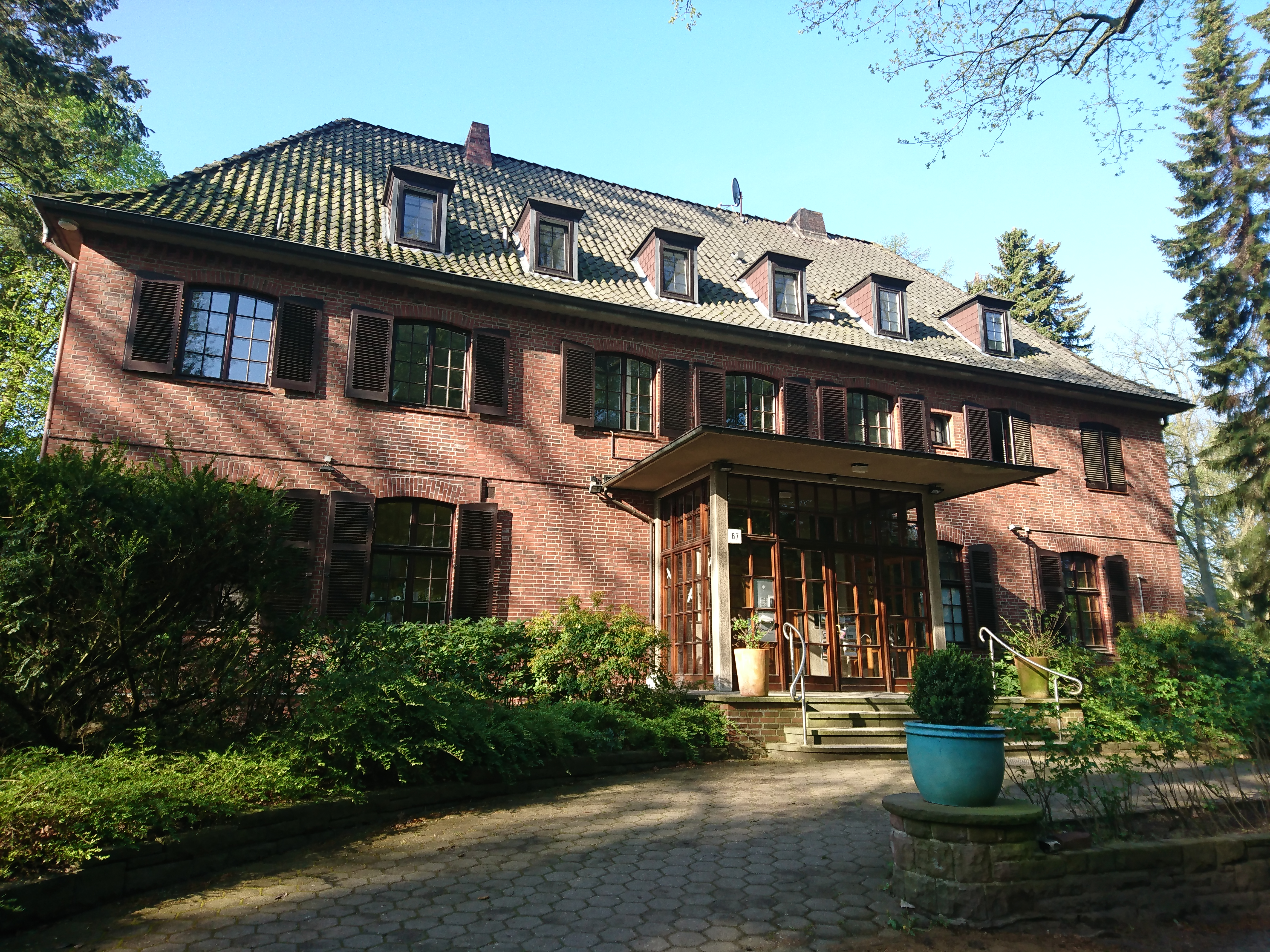
Haupthaus der Missionsakademie in Hamburg-Nienstedten

Die Missionsakademie an der Universität Hamburg ist ein interkulturelles Begegnungs- und Studienzentrum für Theologen, kirchliche Mitarbeitende und Interessierte aus Mission und Ökumene aus Deutschland und dem globalen Süden. Forschungsthemen der Missionsakademie sind interreligiöse, entwicklungspolitische und religionswissenschaftliche Fragen. Die Missionsakademie ist ein An-Institut der Universität Hamburg und bietet Stipendiaten aus Afrika, Asien und Südamerika die Möglichkeit, an Dissertationsprojekten zu arbeiten. Der Theologische Fachbereich des Fachbereichs Geisteswissenschaften der Universität Hamburg stellt Professoren zur Betreuung und die Missionsakademie jeweils einen Studienleiter zur Begleitung der Promovierenden und ihres Projekts. Daneben ist die Missionsakademie auch ein Tagungshaus für nationale und internationale Konferenzen und Seminare. Organisiert ist die Missionsakademie als eine Stiftung des bürgerlichen Rechts. Sie wird von einem Vorstand geleitet und von einem Kuratorium begleitet.

## Geschichte
Auf der ersten Weltmissionskonferenz 1910 in Edinburgh kam die Idee zur Gründung einer gemeinsamen europäischen Ausbildungsstätte für Missionare auf. Der Lutherische Weltbund und der internationale Missionsrat unterstützten 1954 Walter Freytag, den Vorsitzenden des Deutschen Evangelischen Missionsrates (DEMR), bei der Gründung der „Missionsakademie an der Universität Hamburg“. 1955 wurde sie durch den Senat der Universität Hamburg als An-Institut der Universität anerkannt.
Seit 1957 hat die Missionsakademie ihren Sitz in der Rupertistraße 67 in Hamburg-Nienstedten. Sie diente zunächst als gemeinsames Institut aller deutschen Missionsgesellschaften und sollte der Fortbildung der zur Aussendung nach Übersee vorgesehenen Kandidaten aus den Seminaren der Missionsgesellschaften dienen. Diese Aufgabe verlor ihre Relevanz angesichts der politischen, kirchlichen und theologischen Umbrüche im Zuge der Dekolonisation. An ihre Stelle trat ein neues Verständnis von Partnerschaftsarbeit zu den inzwischen unabhängigen und eigenständigen ehemaligen Missionskirchen. Entsprechend wurde die Missionsakademie zu einem Ort der postgraduierten Fortbildung von Studierenden vor allem aus den Ländern des Globalen Südens. Seitdem haben über 100 Stipendiaten der Missionsakademie aus Asien, Afrika und Lateinamerika ihre Promotions- bzw. Magisterabschlüsse erfolgreich an der Universität Hamburg abgelegt. Viele davon arbeiten heute in verantwortlichen Positionen in ihren Heimatländern in Kirchen und Universitäten.

## Kooperation
Eine wichtige Kooperationspartnerin ist die Evangelische Kirche in Deutschland (EKD). Sie nutzt die Missionsakademie für ihre Veranstaltungen als Tagungsort, unterstützt das Stipendienprogramm und den laufenden Betrieb. Die EKD fördert die Missionsakademie als kirchliches Kompetenzzentrum zur Stärkung der ökumenischen und interkulturellen Arbeit in den Landeskirchen. Die Missionsakademie entwickelt sich im Rahmen des Reformprozesses zu einem Leuchtturmprojekt innerhalb der EKD. Allerdings senkt die EKD seit 2019 ihre Zuweisungen stark ab, so dass neue Finanzierungsmodelle entwickelt werden mussten.
Die Missionsakademie arbeitet eng mit dem Evangelischen Missionswerk in Deutschland (EMW) zusammen. Die Kooperation beider Einrichtungen bezieht sich auf die gemeinsame Arbeit an aktuellen Themen der Ökumene. Missionsakademie und EMW veranstalten gemeinsame Tagungen und arbeiten an Veröffentlichungen zu missionstheologischen Themen. Der Ausschuss für Theologische Ausbildung des EMW unterstützt zudem die Stipendienarbeit der Missionsakademie.
Enge Beziehungen unterhält die Missionsakademie auch zu Brot für die Welt, dem evangelischen Hilfswerk unter dem Dach des Evangelischen Werkes für Diakonie und Entwicklung (EWDE). Brot für die Welt finanziert eine ökumenische Studienleiterstelle und unterstützt die Bildungsarbeit der Missionsakademie im Bereich entwicklungspolitisch relevanter Themen im Rahmen der Inlandsförderung.
Besondere Kontakte bestehen auch zwischen der Missionsakademie und der sie geographisch umgebenden Nordkirche. Das Zentrum für Mission und Ökumene – Nordkirche weltweit der Nordkirche und die Missionsakademie gestalten gemeinsame Bildungsprojekte und die Nordkirche engagiert sich in der Stipendienarbeit der Missionsakademie.

## Studienleitung
Die Studienleitung ist für die tutorielle Betreuung der Stipendiaten sowie der inhaltlichen Kursplanung zuständig. Es gibt (Stand Februar 2024) den geschäftsführenden Studienleiter und zwei weitere Studienleiter an der Missionsakademie:
- Geschäftsführend: Anton Knuth, Pastor der Evangelisch-Lutherischen Kirche in Norddeutschland
- Pfarrerin Kirsten Wolandt, Pastorin der Rheinischen Kirche
- Brighton Katabaro, Pastor der Lutherischen Kirche Tansanias und Experte für Agrarökologie

## Veröffentlichungen
Seit Anfang 2013 erscheinen zwei Publikationsreihen: Studien zu interkultureller Theologie der Missionsakademie (SITMA), die im Buchhandel über den Missionshilfeerlag vertreiben werden und die Theologischen Impulse der Missionsakademie (TIMA). Beide Reihen sind sowohl in gedruckter Form bei der Missionsakademie gegen eine Schutzgebühr bzw. den Ladenpreis erhältlich sowie kostenfrei im PDF-Format über die Website abrufbar.

## Programme
Die Missionsakademie bietet neben der individuellen Stipendienförderungen verschiedene Programme und Veranstaltungen zu ökumenischen und interkulturellen Themen an. Ein früheres Programm war Ökumenische Fortbildung in Theologie (ÖkuFiT) für Pastoren, Prediger, Prädikanten, Theologiestudierende und Ehrenamtlichen aus deutschen Gemeinden und Gemeinden anderer Sprache und Herkunft an. ÖkuFit ist der Nachfolger des African Theological Training in Germany (ATTiG), einer ökumenisch-theologischen Fortbildung für afrikanische Gemeindeleiter verschiedener Denominationen. Für Vikariatsgruppen bietet die Missionsakademie in Zusammenarbeit mit Brot für die Welt eine Einführung in die Themen Mission, interkulturelle Theologie und Entwicklungspolitik an. Pfarrer können während eines Kontaktstudiums in der Missionsakademie arbeiten und wohnen und ein individuelles Thema aus den Bereichen Mission und Ökumene bearbeiten. Vikare können an der Missionsakademie ein Sondervikariat absolvieren.
Zum Reformationsjubiläum 2017 entwickelt die Missionsakademie das ökumenische Studierendenprojekt GETI`17 – Global Ecumenical Theological Institute, das zusammen mit dem Kirchentag in Berlin stattgefunden hat. Sie war ebenfalls am GETI'22 parallel zur Vollversammlung des ÖRK in Karlsruhe beteiligt.